# Samuel Pierpont Langley
Samuel Pierpont Langley (født 22. august 1834 i Rosbury, Massachusetts, død 27. februar 1906 i Washington) var en amerikansk astrofysiker.